# جوردانو دامیانی
جوردانو دامیانی (ایتالیایی: Giordano Damiani; ۲۷ ژوئن ۱۹۳۰ – ۱۳ مارس ۱۹۹۹) بازیکن بسکتبال اهل ایتالیا بود. وی در بازی‌های المپیک تابستانی ۱۹۵۲ شرکت کرده‌است.